# رومانوس الثاني
رومانوس الثاني (938 – 15 مارس 963) إمبراطور بيزنطي، خلف والده قسطنطين السابع عام 959 م وتوفي فجأة عام 963 م، وهو في عمر الخامسة والعشرين.